# Strychnos lucens
Strychnos lucens är en tvåhjärtbladig växtart som beskrevs av John Gilbert Baker. Strychnos lucens ingår i släktet Strychnos och familjen Loganiaceae. Inga underarter finns listade i Catalogue of Life.